# El Taverner
El Taverner és una casa de Santa Coloma de Farners (Selva) inclosa a l'Inventari del Patrimoni Arquitectònic de Catalunya.

## Descripció
El Tavarner és una gran casa de tres plantes, vessants a laterals i cornisa catalana. La porta principal de la façana és rectangular amb llinda monolítica i una inscripció que diu “ANDREU TABARNER.1807.TEM A DEU Y AL PECAT.INBOCA LA MARA DE DEU.QUEDARAS ACOMPAÑAT “. Pel que fa a la resta d'obertures, a la planta baixa són retangulars envoltades de pedra i protegides per una reixa de ferro forjat, al primer pis, també amb llinda i brancals de pedra rectangulars amb balcó de barana també de ferro forjat. Finalment, al segon pis, al centre hi ha dues petites finestres que són amb arc de mig punt, mentre que les altres dues dels extrems són rectangulars i simples. Totes elles també amb una petita barana al davant.
Als laterals i a la part posterior de la casa hi ha diverses dependències. Destaca el lateral esquerra, amb terrasses, i un cos afegit aguantat per tres contrafors i una galeria, amb arcs de mig punt. El conjunt té un aspecte de veritable caseria. Es tracta d'un edifici dividit en tres pisos.